# Kadidja Wedekind

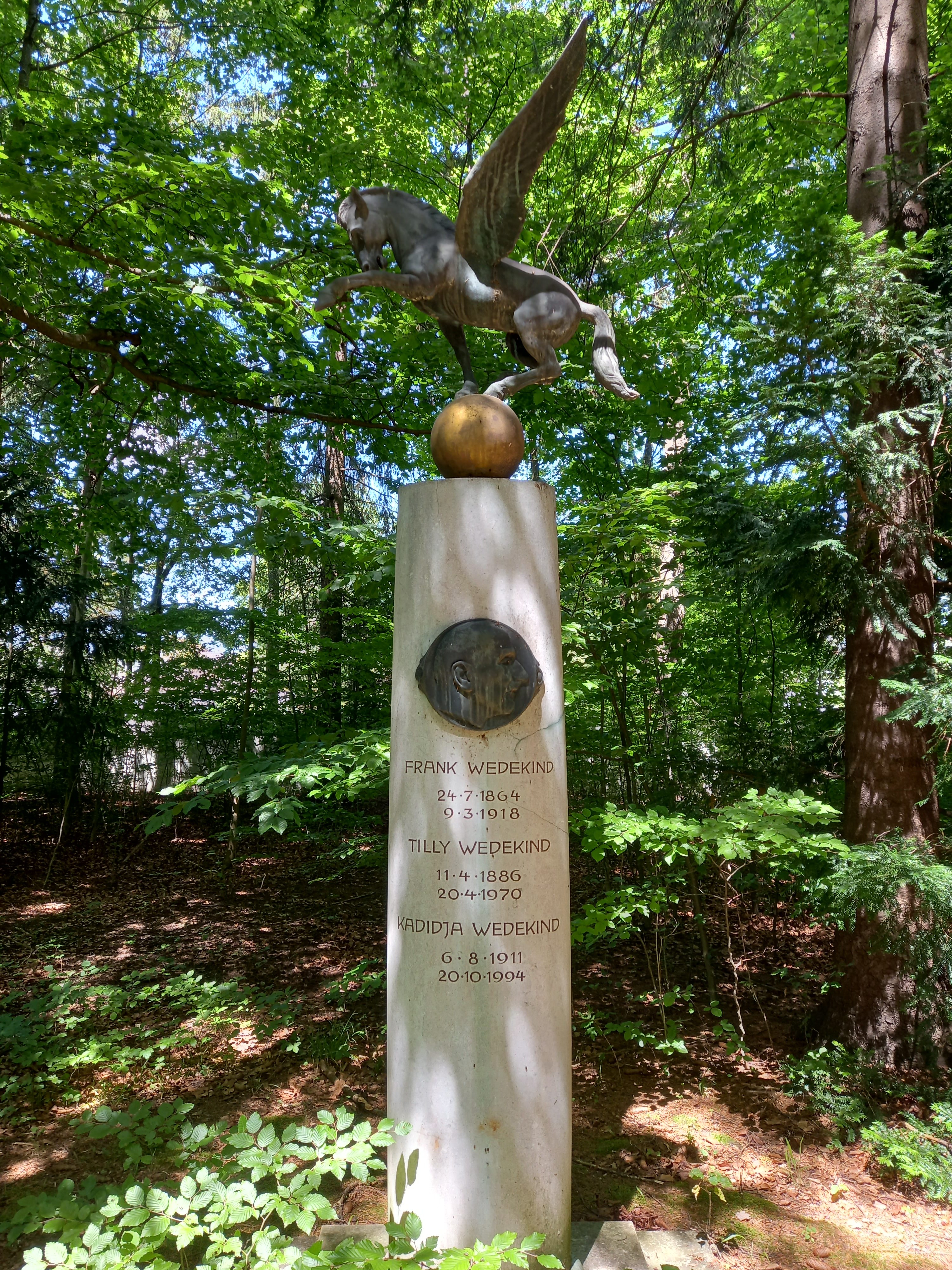
Das Grab von Kadidja Wedekind im Grab ihrer Eltern auf dem Waldfriedhof (München)

Epiphanie Kadega „Kadidja“ Mathilde Franziska Wedekind (* 6. August 1911 in München; † 14. Oktober 1994 in München) war eine deutsche Schriftstellerin, Journalistin, Illustratorin und Schauspielerin. Sie war die Tochter des Dramatikers Frank Wedekind und der Schauspielerin Tilly Newes. Ihre ältere Schwester war die Schauspielerin Pamela Wedekind.

## Leben
Bereits als Kind las Kadidja Wedekind sehr viel und begann schon mit elf Jahren, Gedichte und Prosa zu schreiben und ihre Texte zu illustrieren. Nach dem Abitur studierte sie von 1928 bis 1933 Malerei und Grafik an der Kunstakademie Dresden und der Kunstakademie Berlin. Nebenbei schrieb sie für Zeitungen und Zeitschriften Kritiken, Reportagen und Kurzgeschichten. 1931 betätigte sich Kadidja Wedekind schauspielerisch am Deutschen Theater in Berlin und 1932/33 kabarettistisch bei Werner Fincks Katakombe.
1933 erschien der Kinderroman Kalumina – Roman eines Sommers, den sie bereits im Alter von 17 Jahren verfasst hatte. In dem mit leichter Hand geschriebenen Roman erzählt Kadidja Wedekind von der Gründung des Kaiserreiches Kalumina, das Ende der 1920er Jahre für kurze Zeit am Starnberger See bestand, und der glücklichen Kaiserin Carola I., einer Regentin, die an Jeanne d’Arc und Napoleon Bonaparte erinnert.
1937 emigrierte sie in die Vereinigten Staaten, während sich ihre Mutter Tilly und Schwester Pamela mit dem NS-Regime arrangierten, was ihnen Kadidja nicht verzieh. Auch in den USA war sie als Schauspielerin tätig. Sie trat in Furcht und Elend des Dritten Reiches von Bertolt Brecht auf und übernahm 1942 die Leitung des Kindertheaters am Northshore Holiday House in Huntington, Long Island (New York). Es folgten Engagements u. a. am Palmer Theatre in New London, Connecticut (1944), am Martha’s Vineyards Playhouse (1946) und beim Sender Voice of America (1944–1948). 1949 kehrte sie nach Deutschland zurück.
In Saarbrücken wurde 1952 ihre Komödie Eine kleine Staatsaffäre (später in Amarand umbenannt) uraufgeführt. 1954 veröffentlichte sie ihren Roman König Ludwig und sein Hexenmeister, der als Vorlage für den Film Ludwig II. – Glanz und Elend eines Königs mit O. W. Fischer in der Titelrolle diente.
Kadidja Wedekind war mit dem Berliner Rechtsanwalt Dr. Ulrich Biel verheiratet, der während der NS-Zeit ebenfalls in die USA emigrierte und seit der Scheidung von Kadidja Wedekind im Jahre 1952 mit Marion Gräfin Yorck von Wartenburg, der Witwe des Widerstandskämpfers Peter Graf Yorck von Wartenburg, zusammenlebte. Die Ehe blieb kinderlos.
Im Oktober 1994 starb Kadidja Wedekind in ihrer Schwabinger Wohnung. Sie wurde am 28. Oktober 1994 neben ihren Eltern auf dem Münchener Waldfriedhof beigesetzt.

## Werke
- Kadidja Wedekind: König Ludwig und sein Hexenmeister. Hrsg. von Dirk Heißerer. P. Kirchheim, München 1995. ISBN 3-87410-070-7
- Kadidja Wedekind: Kalumina: Der Roman eines Sommers. Hrsg. von Dirk Heißerer. P. Kirchheim, München 1996. ISBN 3-87410-071-5

## Nachlass
Der schriftliche Nachlass von Kadidja Wedekind wird im Literaturarchiv der Monacensia in München verwahrt.